# オリンピック公開競技
オリンピック公開競技（オリンピックこうかいきょうぎ、Demonstration Sports at the Olympic Games）は、近代オリンピックにおいて正式競技でないのに実施される競技の制度である。1992年バルセロナオリンピックを最後に廃止された。

## 概要
オリンピックの開催地で根付いていたり、次期正式競技候補の競技をオリンピック競技として実験的に実施するものである。1912年のストックホルムオリンピックで伝統的なアイスランド式レスリングであるグリマを実施競技に含め、正式に公開競技が導入された。1983年までにIOC承認国際競技連盟連合 (ARISF) か夏季オリンピック国際競技連盟連合 (ASOIF) か冬季オリンピック国際競技連盟連合 (AIOWF) に加盟している国際競技連盟 (IF) の競技であるIOC承認競技に限定された。1983年と1984年、1987年のオリンピック憲章では開催地大会組織委員会が国際オリンピック委員会（IOC）の認可を得てIOC承認競技から2競技以下の公開競技を実施できるとしている。1988年カルガリーオリンピック、1988年ソウルオリンピック、1992年バルセロナオリンピックではオリンピック憲章の競技数制限を超える公開競技が行われた。ソウルオリンピックでは正式競技の柔道から女子柔道が公開競技となる。公開競技で実施されたその後に正式競技に昇格した野球（1984年ロサンゼルス）やテコンドー（1988年ソウル）のような例もある。公開競技で授与されたメダルは、正式競技のメダルと同じデザインであったが、サイズが小さく、公式のメダルの数には含まれない。大会の肥大化への懸念もあり、1990年のオリンピック憲章では公開競技の制度はなくなっている。1992年アルベールビルオリンピック、1992年バルセロナオリンピックで公開競技が行われるが、1996年のアトランタオリンピック以降、公開競技を実施していない。
2020年東京オリンピックからは開催地大会組織委員会提案として追加種目が実施されるが、非追加種目との違いは収入の配分がIFにない、オリンピック憲章での種目数制限の対象外、などがある。公開競技との違いは、正式競技としてメダル獲得数に加算される、公開競技にあった最多連続2大会の制限がない、などがある。また、公開競技は1988年ソウルオリンピックの柔道女子のように正式競技IFの種目からも実施されていたが、2020年東京オリンピックへの東京オリンピック組織委員会内の追加種目選考では、正式競技IFの種目は除外され、ARISF加盟IFの種目に限定された。

## 夏季オリンピックで実施された公開競技
以下は夏季オリンピックで過去に実施された公開競技の一覧である。
| 大会                         | 公開競技 | 正式競技 採用年                                                                         |
| ---------------------------- | --- | --------------------------------------------------------------------------------------- |
| 1896年アテネ（非公式）       | サッカー (男子) クリケット(男子) 馬術(男子) ボクシング(男子)ほか | 1908年（1932年を除く） 1900年のみ 1900年（1904年、1908年を除く） 1904年（1912年を除く） |
| 1900年パリ（非公式）         | 釣り（男子） 熱気球（男子） ブール（男子） 大砲射撃（男子） 消防（男子） 凧あげ（男子） ジュ・ド・ポーム（男子） ロング・ポーム（男子） ライフセービング（男子） モータースポーツ（男子） 鳩レース（男子） 競艇（男子） | 1908年のみ                                                                              |
| 1904年セントルイス（非公式） | バスケットボール（男子） アメリカンフットボール（男子） ゲーリックフットボール（男子） ハーリング（男子） モーターサイクル（男子）                                                                                      | 1936年                                                                                  |
| 1906年アテネ（非公式）       | 体操（男子） 水球（男子） 飛込（男子） フィギュアスイミング（不詳） 水中水泳（男子） ライフセービング（男子） | 1896年 1900年 1904年 1984年 1900年のみ                                                  |
| 1908年ロンドン（非公式）     | サイクルポロ（男子） 決闘（男子） | 1906年のみ                                                                              |
| 1912年ストックホルム         | 野球 (男子) グリマ (男子) | 1992年（-2008年）・2020年（追加種目）                                                   |
| 1920年アントワープ           | コーフボール (混合) |                                                                                         |
| 1924年パリ                   | バスクペロタ (男子) ラ・キャン (男子) カヌー (男子) サバット (男子) バレーボール | 1936年 1964年                                                                           |
| 1928年アムステルダム         | カアツェン (男子) コーフボール (混合) ラクロス (男子) |                                                                                         |
| 1932年ロサンゼルス           | アメリカンフットボール (男子) ラクロス (男子) |                                                                                         |
| 1936年ベルリン               | 野球 (男子) グライディング (男子) |                                                                                         |
| 1948年ロンドン               | ラクロス (男子) スウェーデン体操 (男子と女子) |                                                                                         |
| 1952年ヘルシンキ             | フィンランド式野球 (男子) ハンドボール (男子) | 1972年                                                                                  |
| 1956年メルボルン             | オーストラリアンフットボール (男子) 野球 (男子) |                                                                                         |
| 1964年東京                   | 野球 (男子) 武道 (男子) |                                                                                         |
| 1968年メキシコシティ         | バスクペロタ (男子) テニス (男子と女子) | 1988年                                                                                  |
| 1972年ミュンヘン             | バドミントン (男子と女子) 水上スキー (男子と女子) | 1992年                                                                                  |
| 1984年ロサンゼルス           | 野球 (男子) テニス (男子と女子) |                                                                                         |
| 1988年ソウル                 | バドミントン (男子と女子) 野球 (男子) ボウリング (男子と女子) 柔道 (女子) テコンドー (男子と女子) | 1992年 2000年                                                                           |
| 1992年バルセロナ             | バスクペロタ (男子と女子) ローラースケート・ローラーホッケー (男子) テコンドー (男子と女子) |                                                                                         |

公開競技、追加種目の制度がない時期に開催された2008年北京オリンピックでは武術太極拳の国際大会2008年北京武術トーナメントが同時開催された。

## 冬季オリンピックで実施された公開競技
以下は冬季オリンピックで過去に実施された公開競技の一覧である。
| 大会                                 | 公開競技 | 正式競技 採用年           |
| ------------------------------------ | --- | ------------------------- |
| 1924年シャモニー                     | ミリタリーパトロール (男子) | 1960年                    |
| 1928年サンモリッツ                   | ミリタリーパトロール (男子) スキージョーリング (男子)                                                                                     |                           |
| 1932年レークプラシッド               | カーリング (男子) 犬ぞりレース (男子) スピードスケート (女子)                                                                             | 1998年 1960年             |
| 1936年ガルミッシュパルテンキルヒェン | ミリタリーパトロール (男子) バイエルン・カーリング (男子)                                                                                 |                           |
| 1948年サンモリッツ                   | ミリタリーパトロール (男子) 冬季五種競技 (男子)                                                                                           |                           |
| 1952年オスロ                         | バンディ (男子) |                           |
| 1964年インスブルック                 | バイエルン・カーリング (男子) |                           |
| 1968年グルノーブル                   | アイスダンス(男子と女子) | 1976年                    |
| 1984年サラエボ                       | 障害者アルペンスキー (男子) | 1976年（パラリンピック）  |
| 1988年カルガリー                     | カーリング (男子と女子) フリースタイルスキー (男子と女子) ショートトラックスピードスケート (男子と女子) 障害者アルペンスキー (男子と女子) | 1992年（モーグル） 1992年 |
| 1992年アルベールビル                 | カーリング (男子と女子) スピードスキー (男子と女子) フリースタイルスキー（エアリアルとバレット） (男子と女子)                             | 1994年（エアリアル）      |